# Lacorzanilla
Lacorzanilla est un quartier de la municipalité de Berantevilla dans la province d'Alava dans la Communauté autonome basque (Espagne).